# A Corte do Norte
A Corte do Norte é um romance  de 1987 de Agustina Bessa-Luís.
A obra consiste numa epopeia familiar, centrada nos ecos e reflexos que unem (ou afastam) várias gerações de personagens femininas pertencentes à mesma família.